# ドゥール郡 (サウスダコタ州)
ドゥール郡（英: Deuel County、発音 "DOOL"）は、アメリカ合衆国サウスダコタ州の北東部に位置する郡である。2010年国勢調査での人口は4,364人であり、2000年の4,498人から3.0％減少した。郡庁所在地はクリアレイク市（人口1,273人）であり、同郡で人口最大の町でもある。

## 地理
アメリカ合衆国国勢調査局に拠れば、郡域全面積は637平方マイル (1,649.8 km2)であり、このうち陸地は624平方マイル (1,616.2 km2)、水域は13平方マイル (33.7 km2)で水域率は2.07％である。

### 主要高規格道路
| - 州間高速道路29号線 - アメリカ国道212号線 - サウスダコタ州道15号線 - サウスダコタ州道22号線 | - サウスダコタ州道28号線 - サウスダコタ州道101号線 |

### 隣接する郡
- グラント郡 - 北
- ラクキパール郡 (ミネソタ州) - 北東
- イエローメディスン郡 (ミネソタ州) - 東
- リンカーン郡 (ミネソタ州) - 南東
- ブルッキングズ郡 - 南
- ハムリン郡 - 南西
- コディントン郡 - 北西

## 人口動態
以下は2000年の国勢調査による人口統計データである。
| 基礎データ - 人口: 4,498人 - 世帯数: 1,843 世帯 - 家族数: 1,258 家族 - 人口密度: 3人/km2（7人/mi2） - 住居数: 2,172軒 - 住居密度: 1軒/km2（4軒/mi2） 人種別人口構成 - 白人: 98.51% - アフリカン・アメリカン: 0.09% - ネイティブ・アメリカン: 0.29% - アジア人: 0.18% - 太平洋諸島系: 0.02% - その他の人種: 0.24% - 混血: 0.67% - ヒスパニック・ラテン系: 0.76% 先祖による構成 - ドイツ系：46.9％ - ノルウェー系：29.1％ 年齢別人口構成 - 18歳未満: 25.3% - 18-24歳: 5.9% - 25-44歳: 25.4% - 45-64歳: 22.6% - 65歳以上: 20.7% - 年齢の中央値: 41歳 - 性比（女性100人あたり男性の人口） - 総人口: 99.6 - 18歳以上: 99.6 | 世帯と家族（対世帯数） - 18歳未満の子供がいる: 29.2% - 結婚・同居している夫婦:60.4% - 未婚・離婚・死別女性が世帯主: 4.9% - 非家族世帯: 31.7% - 単身世帯: 28.6% - 65歳以上の老人1人暮らし: 14.4% - 平均構成人数 - 世帯: 2.40人 - 家族: 2.97人 収入と家計 - 収入の中央値 - 世帯: 31,788米ドル - 家族: 39,511米ドル - 性別 - 男性: 26,306米ドル - 女性: 19,282米ドル - 人口1人あたり収入: 15,977米ドル - 貧困線以下 - 対人口: 10.3% - 対家族数: 6.9% - 18歳未満: 9.8% - 65歳以上: 16.7% |

## 都市と町
- アルタモント
- アストリア
- ブラント
- クリアレイク - 郡庁所在地
- ゲーリー
- グッドウィン
- トロント
- チューナービル

### 郡区
ドゥール郡は下記16の郡区に分けられている。
| - アルタモント - アンテロープバレー - ブロム - ブラント - クリアレイク - グレンウッド - グッドウィン - グランジェ | - ハバナ - ヘリック - ハイドウッド - ロー - ノーデン - ポートランド - ローム - スカンディナヴィア |